# Poul Erik Tøjner
Poul Erik Tøjner, född den 25 februari 1959 i Skanderborg, har sedan 2000 varit direktör för museet på Louisiana.
Efter studentexamen från Skanderborgs gymnasium 1978 studerade han filosofi och senare nordisk filologi, i vilket ämne han 1987 blev mag.art. från Köpenhamns universitet. Sin licentiatgrad erhöll han 1992 med en avhandling om Søren Kierkegaard.
Han har varit konst- och litteraturkritiker vid Kristeligt Dagblad (1984-87), Dagbladet Information (1987-89) och Weekendavisen (1989-2000), där han tillika har varit såväl kulturredaktör som medlem av chefredaktionen. Han har också skrivit en stor monografi om den danske målaren Per Kirkeby.
År 1998 mottog han N.L. Høyen Medaljen. År 2005 blev han riddare av Dannebrog. År 2007 blev han upptagen i Det Danske Akademi.